# Lijst van burgemeesters van Borgerhout
Dit is een lijst van burgemeesters en districtvoorzitters van de voormalige gemeente Borgerhout. 

## Maires van Deurne-Borgerhout
- 1795-1800: Jan Cornelis van Gingelen
- 1800-1802 : Andries van Ishoven
  - 1802-1803 : Adriaan Frans Verbiest, waarnemend
- 1803-1807 : Jan Godfried Cantaert
- 1808-1816 : Pierre de Broëta

## Burgemeesters van Deurne-Borgerhout
- 1816-1818: Pieter Mattheus de Ridder
- 1818-1825: Pieter Gysels
- 1825-1830: Pieter Palinck, katholiek unionist
- 1830-1831: Jan Huybrechts - Van Gingelen
- 1831-1832: Jacob Wagemans
- 1832-1836: Frans van Montfort

(In 1836 wordt de gemeente Deurne-Borgerhout opgedeeld in twee aparte gemeenten Deurne en Borgerhout. Bekijk ook de lijst van burgemeesters van Deurne.)

## Burgemeesters
- 1836-1850 : Willem Mellaerts
- 1850-1853 : Godfried Marée
- 1854-1859 : Pieter Sergeysels
- 1859-1864 : Jozef Mellaerts
  - 1864-1865 : Jan Frans Vercammen, waarnemend
- 1865-1871 : Henri Oedenkoven, liberaal
- 1871-1880 : Cornelis Eliaerts, meeting
  - 1880-1881 : Edward De Bie, waarnemend
  - 1882 : Hendrik Marmillion, waarnemend
  - 1882-1884 : Willem Van Rijswijck, waarnemend, meeting
- 1884-1904 : Lodewijk Moorkens, meeting
- 1905-1914 : Karel De Preter, meeting, katholiek Kath. Partij
- 1914-1938 : Arthur Matthys, katholiek Kath. Partij
- 1938-1941 : Lucien Van Beveren
- 1942-1944 : Borgerhout maakt deel uit van Groot-Antwerpen
- 1944-1970 : Aloïs Sledsens, katholiek Kath. Partij, christendemocraat CVP
- 1971-1974 : Gustaaf Wegge, christendemocraat CVP
- 1975-1976 : Henri De Schutter, christendemocraat CVP
- 1977-1982 : Dirk Stappaerts, volksunie

## Districtsvoorzitters en/of districtsburgemeesters (na 2000)
Op 1 januari 1983 werd Borgerhout bij de stad Antwerpen gevoegd en werd een districtsraad opgericht. Vanaf 2000 werd de districtsraad officieel en rechtstreeks verkozen, en werd zoals in de andere Antwerpse districten een districtscollege en districtsvoorzitter (sinds 2013 officieel districtsburgemeester genoemd) aangesteld.
- 01-01-2001 - 31-12-2003: Walter Van den Branden, christendemocraat CVP CD&V
- 01-01-2004 - 12-01-2010: Patrick Marivoet, socialist sp.a
- 12-01-2010 - 31-12-2012: Wouter Van Besien, ecologist Groen
- 01-01-2013 - 31-12-2015: Marij Preneel, ecologiste Groen
- 01-01-2016 - 31-12-2018: Stephanie Van Houtven, socialiste sp.a
- 01-01-2019 - 31-12-2023: Marij Preneel, ecologiste Groen
- 01-01-2024 - heden: Mariam El Osri, ecologiste Groen